# یخچال زریسف
یخدان زریسف کرمان مربوط به دوره قاجار است و در خیابان زریسف، چهار راه آلاشت واقع شده و این اثر در تاریخ ۲۵ اسفند ۱۳۷۹ با شمارهٔ ثبت ۳۵۱۰ به‌عنوان یکی از آثار ملی ایران به ثبت رسیده است.

## معماری
عناصر تشکیل دهنده این یخدان : عبارتند از : مخزن، حصار، استخر، چاله یخ  
پلان مخزن دایره ای شکل است که گنبدی از نوع پستو بر روی آن احداث کرده‌اند. چال یا گودال یخدان گنبد مخروطی شکل و گنبد مخروطی را با چینه گلی و ضخیم ساخته‌اند. تا بدین وسیله حرارت بیرون به درون کمتر سرایت کند. تونل ورودی چند متر با چال فاصله دارد تا هوای بیرون به سرعت وارد نشود. تاج دیواره‌های یخدان در قسمت تزئینی متشکل از حداقل یازده مثلث است. نقش این دیواره‌ها ایجاد سایبان روی یخدان و همچنین جویی بوده که آب در آن یخ می زده است.
داخل این یخدان گودی یا چاله نسبتا عمیقی وجود دارد که در حدود ۵ متر ارتفاع آن بوده که باعث می‌شده یخ‌های جمع‌آوری شده همچنان تازه بماند و در طول تابستان از آن استفاده کنند. کف این گودی یا چال از سنگ و آجر ساخته شده‌است .

## نحوه ساخت یخ
در پشت دیوارهای بلند و قطور آن سطوحی صاف تعبیه می‌کردند که در شب‌های زمستان به‌طور یکنواخت روی آن آب قرار می‌گرفت و در سرمای شدید زمستان یخ می‌بست وظیفه دیوار بلند این بود که در طول روز از تابش آفتاب بر روی آب‌های منجمد شده قبلی جلوگیری کند در صورتی که در شرق و غرب کمی آفتاب بر روی سطوح یخ‌گیری می‌تابید آن وقت در این نقاط هم دیوارهای جانبی بنا می‌کردند.
مقدار آبی که هر شب روی توده‌های منجمد از یخ‌های قبلی هدایت می‌شد تا حدودی بود که سرمای یک شب بتواند آن را منجمد سازد و یا به عبارت دیگر ارتفاع آب روی سطوح یخ گیر از چند سانتی متر تجاوز نمی‌کرد این شرط فنی به خوبی می‌رساند که یخچال سازان مجبور بودند با کمال دقت سطوح یخ‌گیری را طراز کنند.
پس از آن تقریباً قطر یخ به ۳۰ تا ۴۰ سانتیمتر می‌رسید، یخ‌ها را قطعه‌قطعه کرده و به داخل یخدان که در مجاورت سطوح یخ‌گیری قرار داشت می‌بردند و انبار می‌کردند. در کف یخدان، یک یا چند چاه پیش‌بینی شده بود تا آب هائی که احتمالا در فصل گرما از آب شدن یخ‌ها به وجود می آمد از کف یخدان دور گردد و روی هر طبقه از یخ‌ها مقداری کاه می‌ریختند تا از چسبیده شدن آن‌ها به یکدیگر جلوگیری شود.

## نگارخانه

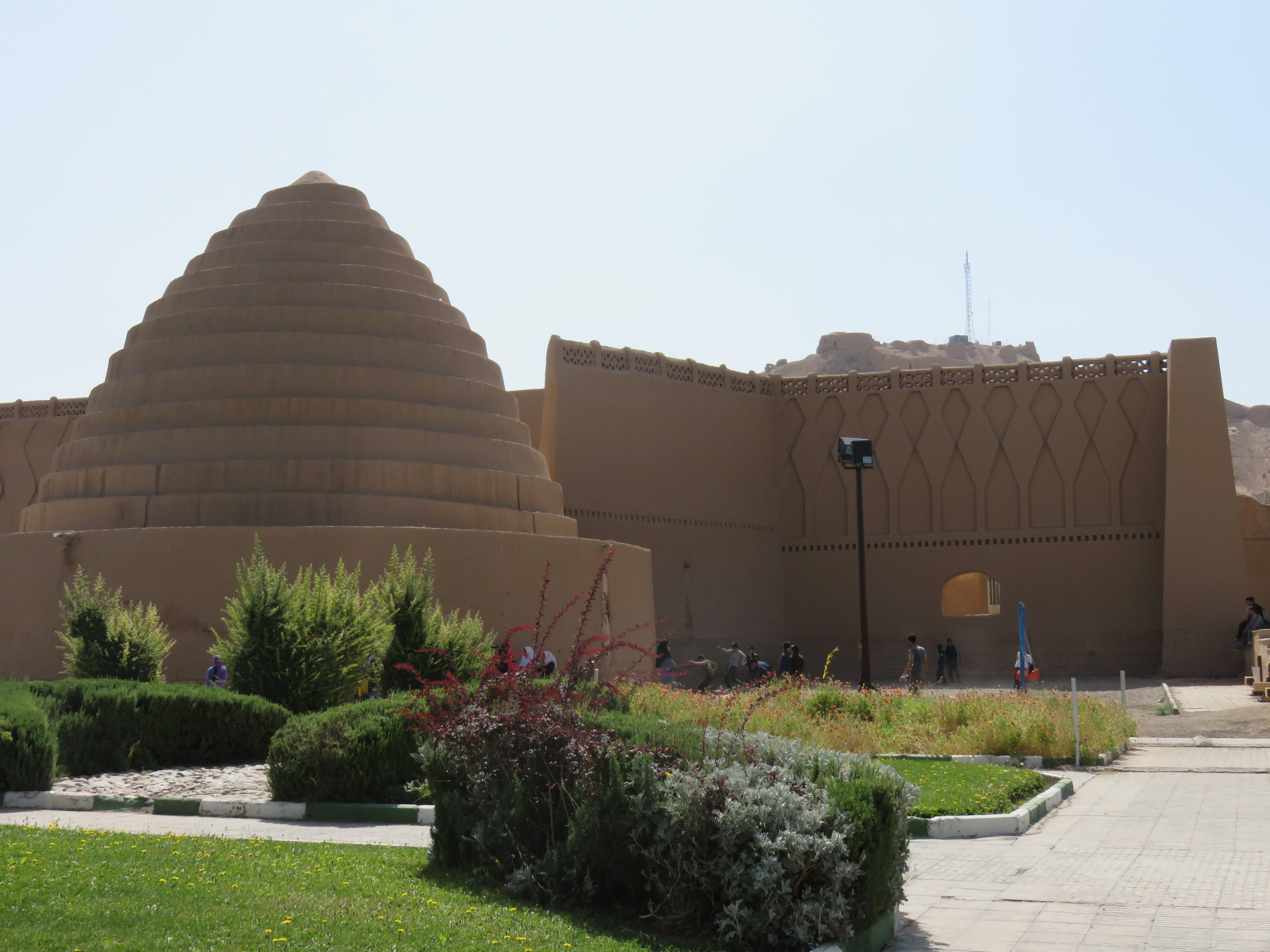
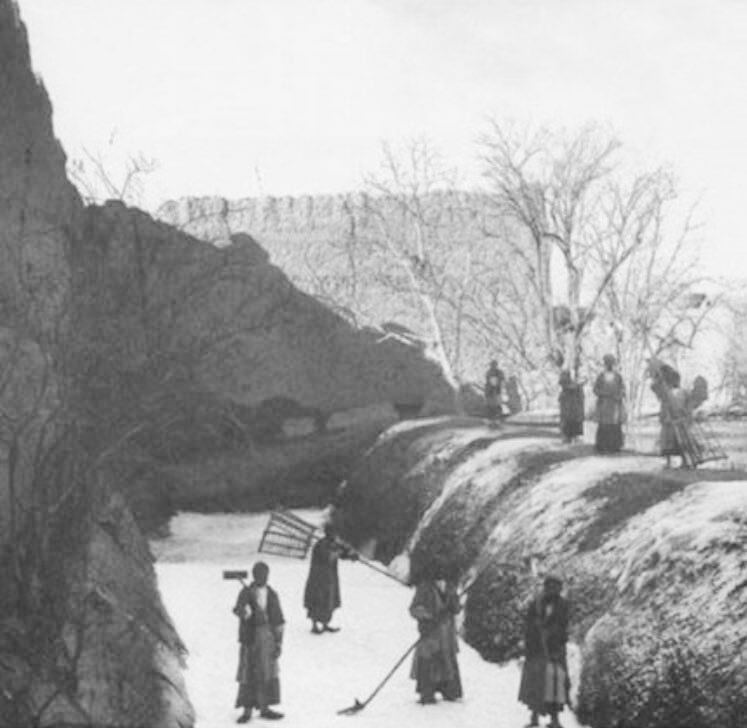
در حال درست کردن یخ
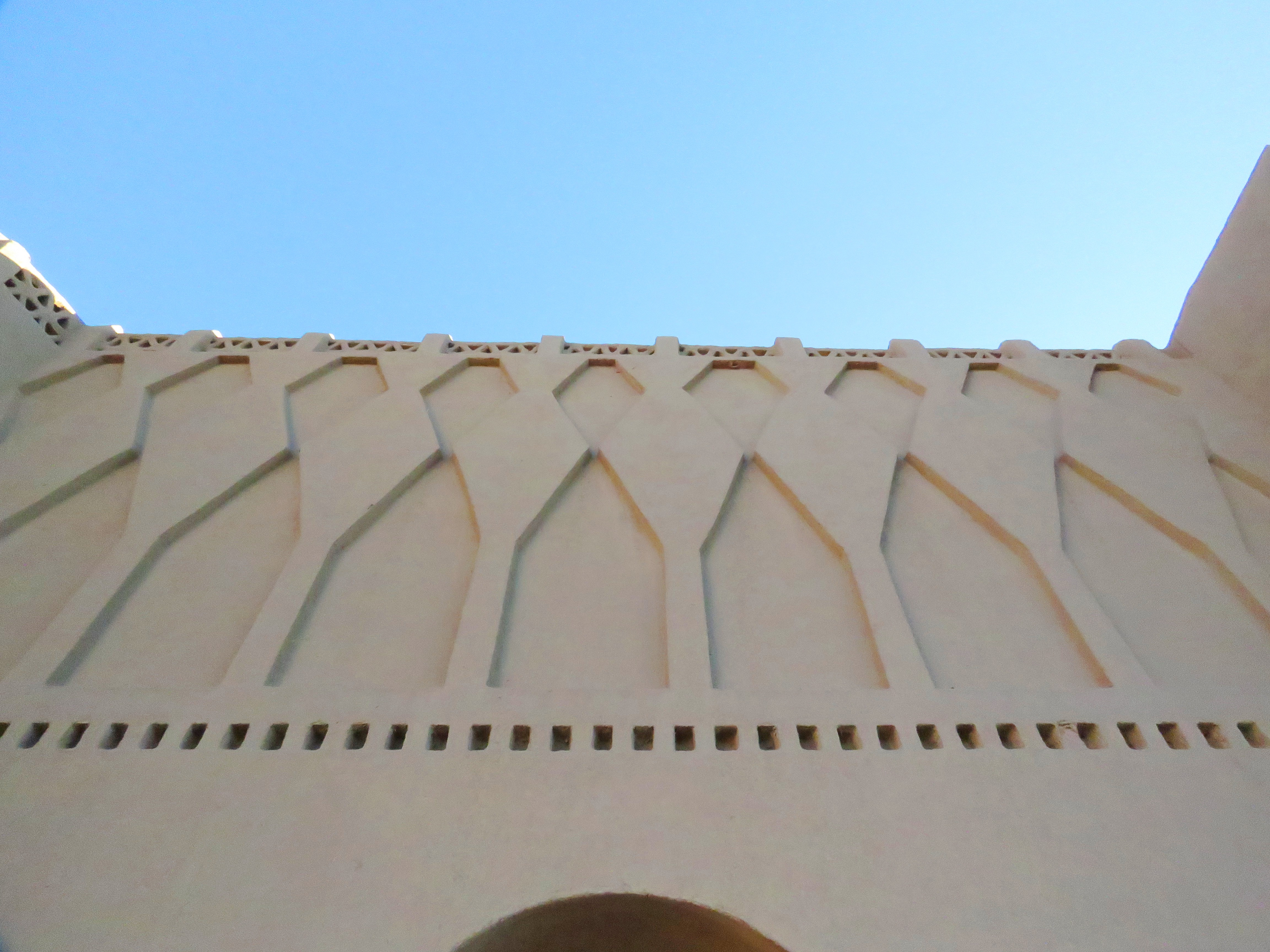
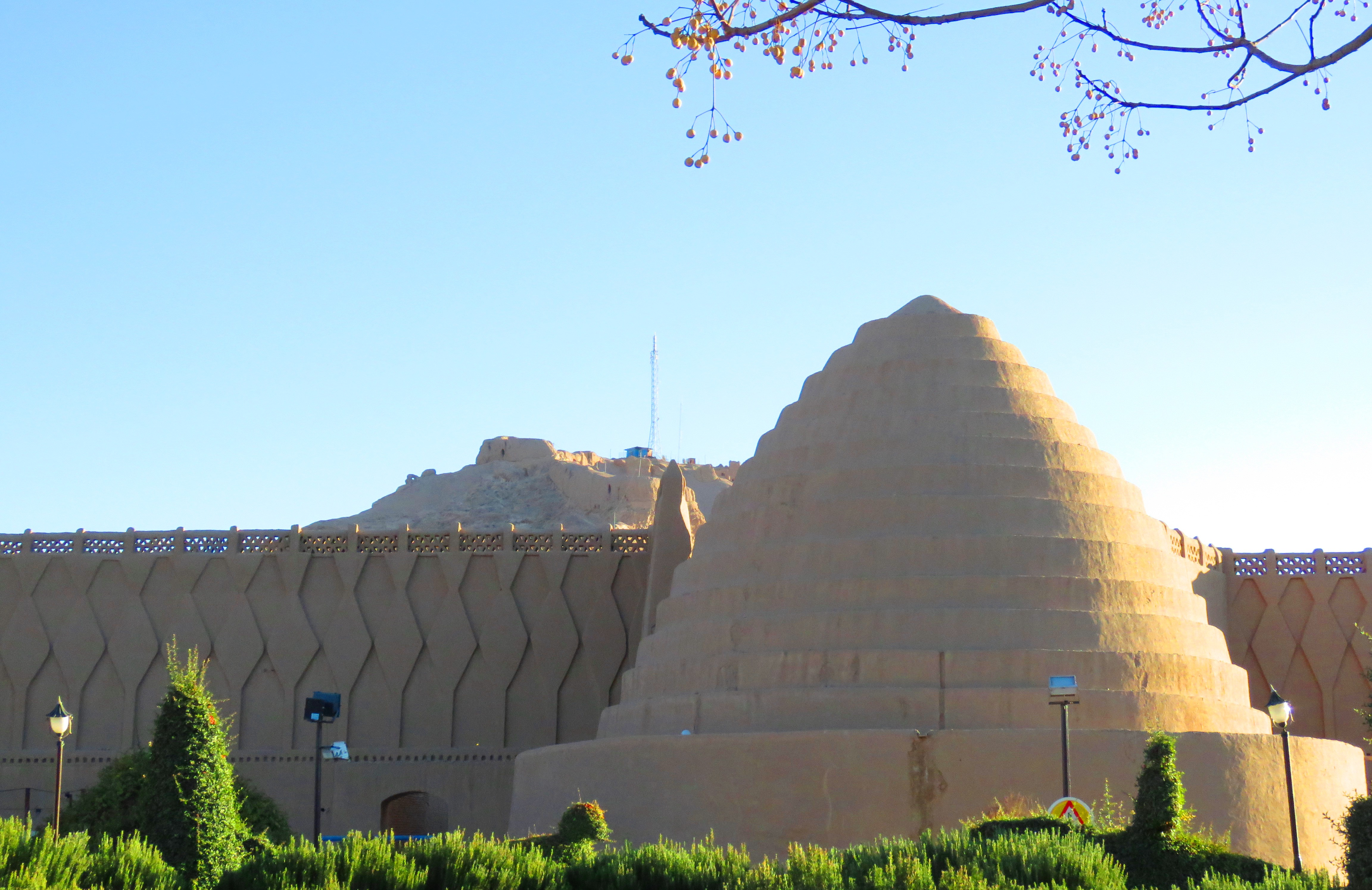
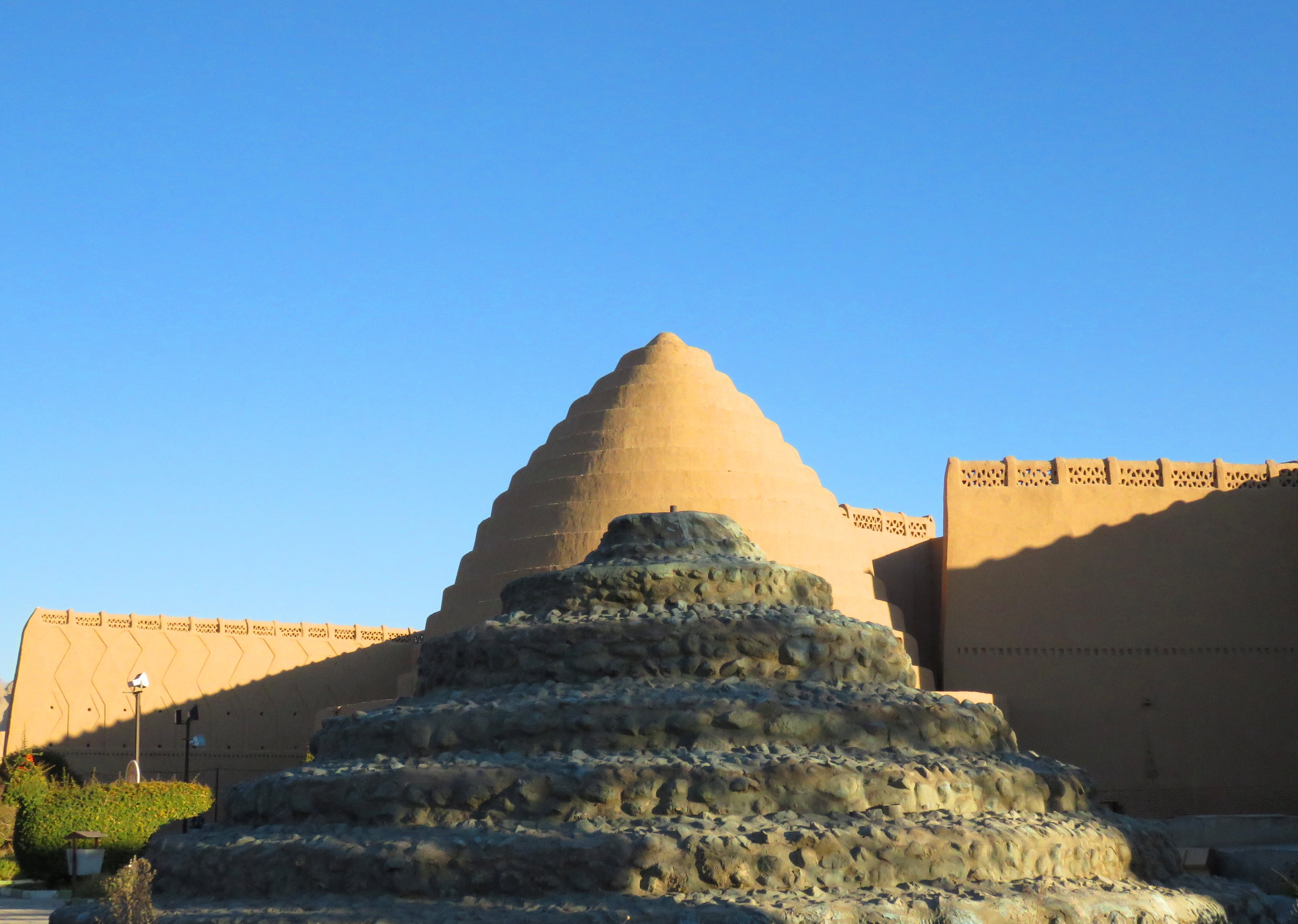
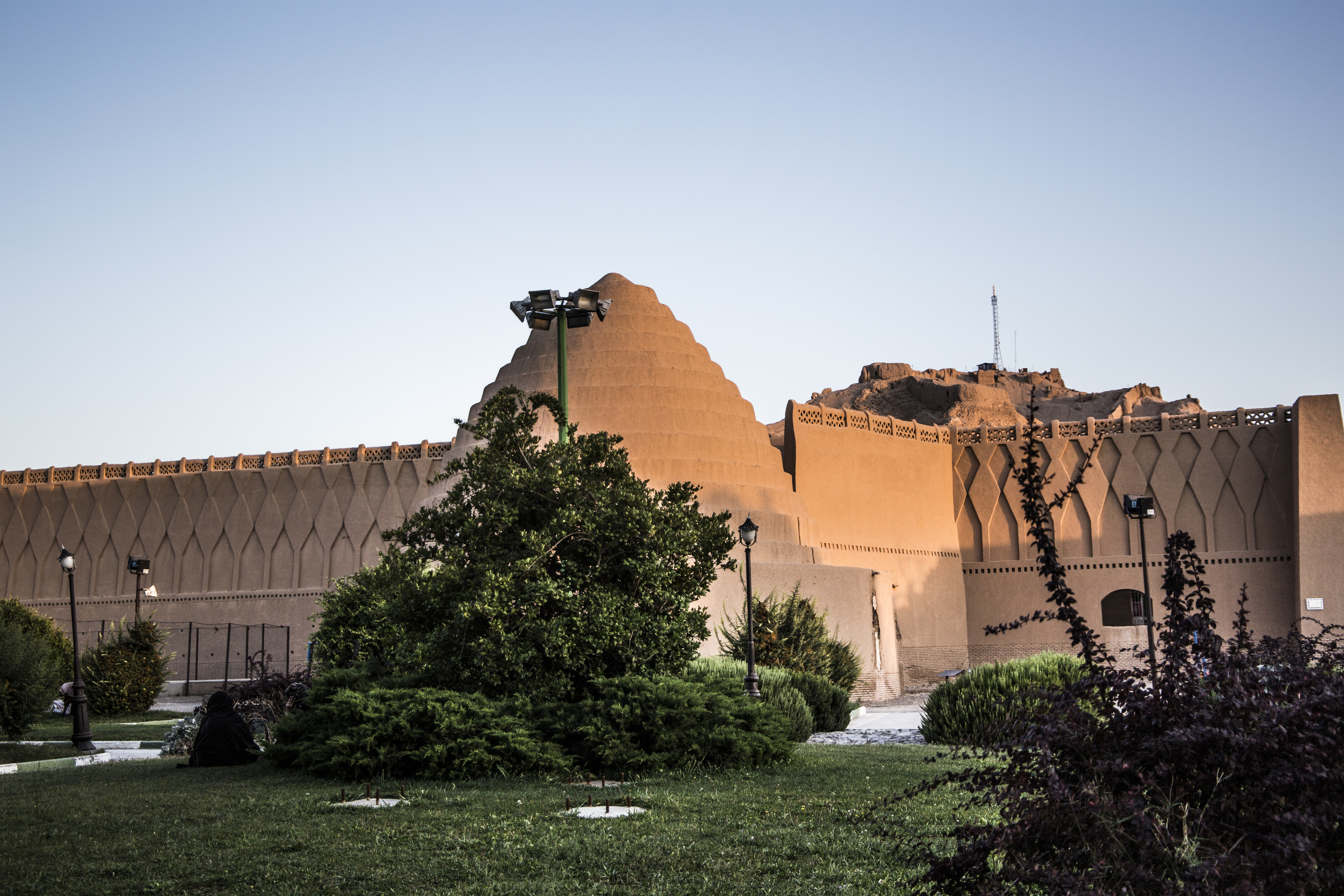